# Kremnica
Kremnica (niem. Kremnitz, węg. Körmöcbánya, łac. Cremnicium) – miasto w środkowej Słowacji, w kraju bańskobystrzyckim. Leży w Górach Kremnickich. Historyczny, najważniejszy na Słowacji ośrodek górnictwa złota, siedziba najstarszej, nieprzerwanie działającej mennicy i atrakcyjny cel turystyczny.

## Historia

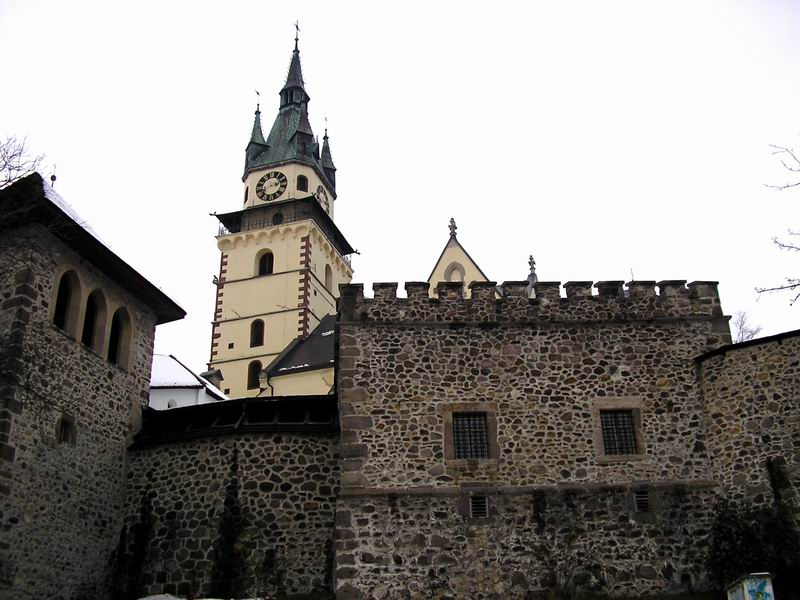
Zamek miejski w Kremnicy

Podstawą powstania i rozwoju miasta było złoto, którego wydobycie zaczęto prowadzić w okolicy być może już w X, a najpóźniej w połowie XI w. Obok złota wydobywano tu również srebro, a z czasem i rudy innych metali.
Początków osady, będącej zaczątkiem dzisiejszej Kremnicy, należy szukać prawdopodobnie w połowie XIII w. 17 listopada 1328 r. osada Cremnychbanya otrzymała od króla węgierskiego Karola Roberta prawa: górnicze i mennicze na wzór czeskiej Kutnej Hory oraz przywileje wolnego królewskiego miasta górniczego i menniczego. Błyskawiczny rozwój miasto zawdzięczało zwłaszcza mennicy królewskiej, w której od 1329 r. bito srebrne węgierskie grosze, a od 1335 r. złote floreny, znane jako kremnickie dukaty oraz małe, srebrne denary. Kremnickie dukaty, których rocznie produkowano do 25 tys. sztuk, aż do końca XVI w. należały do najbardziej poszukiwanych środków płatniczych w Europie. Również od 1329 r. miasto było siedzibą królewskiej komory górniczej.
Górnictwo i mennica przyniosły Kremnicy bogactwo i sławę. Miasto zyskało wiodącą rolę w tzw. „Heptapolitanie” – związku siedmiu środkowosłowackich miast górniczych, do których należała również m.in. Bańska Bystrzyca.
Historycznym jądrem miasta został tzw. „zamek miejski” (słow. mestský hrad), powstały w otoczeniu pierwotnego kościoła z kostnicą i cmentarzem. Mieściła się tu m.in. siedziba królewskiego zarządcy komory górniczej i menniczej (słow. komorský gróf). W XIV i XV w. powstał tu kompleks obronny otoczony podwójnym murem z basztami, którego centrum stał się wzniesiony w połowie XV w. kościół pw. św. Katarzyny. Samo miasto, usytuowane u podnóża „hradu”, zaczęło się formować od 1366 r., kiedy to wytyczony został charakterystyczny, pochyły rynek i działki zabudowy. W pierwszej połowie XV w. na polecenie króla Zygmunta miasto zostało otoczone niezależnymi murami obronnymi z czterema basztami i trzema bramami. W południowej, uboższej części dzisiejszej Kremnicy, już poza murami, w latach 1382–1393 zbudowano szpital, a wraz z nim szpitalny kościół pw. Św. Krzyża (obecnie św. Elżbiety).
Miasto rozwijało się zwłaszcza w XV w. Osiedlali się w nim rzemieślnicy, pracujący na rzecz górnictwa (kowale, stolarze, kołodzieje, bednarze, garbarze), rozwijał się handel. Wraz z produkcją menniczą rozwinęło się medalierstwo i inne rzemiosła artystyczne. W okolicy miasta powstawały osady górników i drwali, dymiły mielerze produkujące węgiel drzewny. W połowie XIV w. pracowało tu 30 kół wodnych, napędzających stępy rozdrabniające rudę oraz funkcjonowało kilka pieców do jej przetopu. W poszukiwaniu złota i srebra zapuszczano się coraz głębiej w okoliczne stoki. Jednocześnie powstawały dzieła inżynierskie, które do dziś budzą podziw swoim rozmachem: m.in. w XIV w. zbudowano specjalny kanał, doprowadzający ze znacznej odległości wodę do napędu wspomnianych kół wodnych, a pod koniec tego wieku przekopano wielką sztolnię tzw. dziedziczną, służącą do odwadniania kopalń.
Ze względu na wyczerpywanie się pokładów, kopania złota zaniechano w 1970 r., zastępując je wydobyciem rud innych metali kolorowych. Natomiast mennica, po modernizacji w 1974 r., działa nadal, tłocząc pieniądze i medale, również na zlecenia z innych krajów. Według oceny historyków jest ona najstarszą czynną mennicą na świecie.

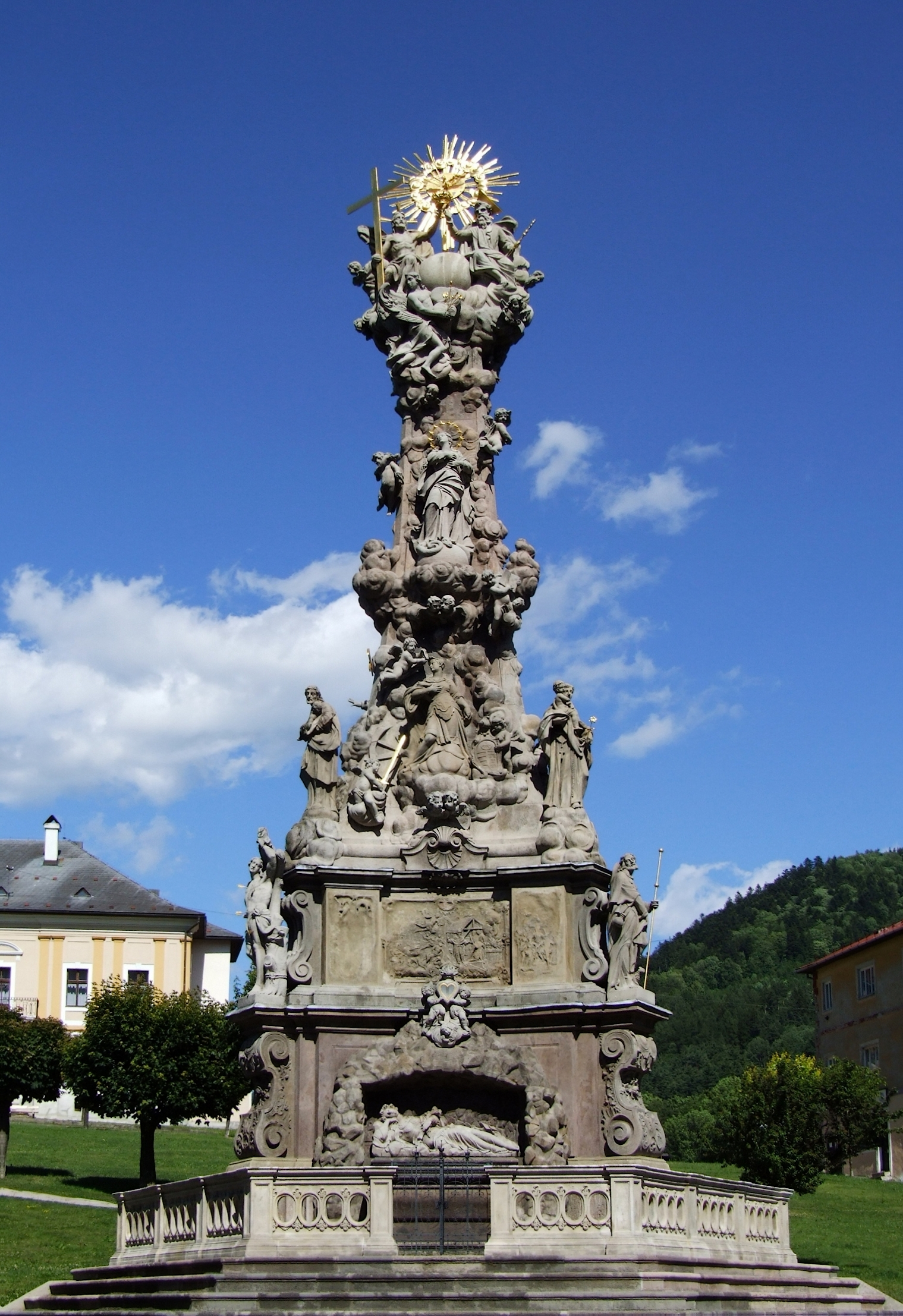
Kolumna morowa

## Zabytki
- Zamek miejski (słow. Mestský hrad). Otoczony podwójnymi murami obronnymi (niezależnymi od miejskich) z dwoma bramami i dwoma basztami.
- Gotycki, dwunawowy kościół św. Katarzyny z wysoką, czworoboczną wieżą, w obrębie zamku. Powstał w XV w. przez rozbudowę starszej świątyni z poprzedniego stulecia;
- Średniowieczna zabudowa mieszkalna;
- Rozległe pozostałości średniowiecznych murów miejskich z zachowanymi dwoma basztami oraz tzw. Dolną Bramą z barbakanem z 1530 r.;
- Kościół i klasztor franciszkanów;
- Kościół szpitalny św. Elżbiety;
- Kościół ewangelicki, klasycystyczny;
- Kolumna Świętej Trójcy na Rynku (z 1765 r., dzieło D. Stanettiego);
- Fontanna w północnej części Rynku, barokowa, prawdopodobnie z warsztatu D. Stanettiego z XVIII w.;
- Zespół zabudowań mennicy z XV – XX w.;
- Kompleks budynków szkolnych przy ulicy Pavla Križku, z II połowy XIX w.;
- Droga krzyżowa i kościółek św. Krzyża na Kalwarii;
- Domy górnicze;
- Zabytki techniki.

## Postacie związane z miastem
- Križka Bohuslav (1863–1938) – inżynier górniczy, pionier techniki, wynalazca;
- Karol Zechenter (Laskomerski) (1824–1908) – lekarz, przyrodnik i pisarz.

## Miasta partnerskie
- Fidenza, Włochy
- Herbolzheim, Niemcy
- Kutná Hora, Czechy
- Nowy Jiczyn, Czechy
- Šurany, Słowacja
- Várpalota, Węgry